# Тис Елзерман
Тис Елзерман (хол. Ties Elzerman; Ниевегајн, 30. април 1995) холандски је пливач чија ужа специјалност су трке прсним стилом. 

## Спортска каријера
На међународној сцени је дебитовао на европском првенству у Глазгову 2018, где је најбољи резултат остварио у трци на 50 прсно, коју је окончао на укупно 6. месту у финалу. Пливао је и у трци на 100 прсно, али није успео да се пласира у финале, пошто је у квалификацијама остварио тек 31. време. 
На светским првенствима је дебитовао у Хангџоуу 2018, на првенству у малим базенима, где је успео да исплива лични рекорд у трци на 50 прсно, заузевши 15. место у полуфиналу. Знатно успешнији је био у микс штафети на 4×50 мешовито, која је освојила сребрну медаљу, што је уједно било и његово прво велико одличје у сениорској каријери. Штафета, за коју су у финалу поред Елзермана пливали и Јесе Путс, Раноми Кромовиђојо и Фемке Хемскерк, испливала је време новог европског рекорда од 1:37,05 минута.
Успео је и да се избори за место у репрезентацији на светском првенству у корејском Квангџуу 2019, где је наступио у трци на 50 прсно. У квалификацијама је испливао време од 27,19 секунди, што је било довољно за 14. место и пласман у полуфинале, где је пливао нешто лошије и као шеснаестопласирани није успео да се пласира у финале.  